# Wołodymyr Hruca
Wołodymyr Hruca C.Ss.R. (ur. 19 sierpnia 1976 w Dobromilu) – ukraiński biskup greckokatolicki obrządku bizantyjsko-ukraińskiego, eparcha pomocniczy lwowski od 2016.

## Życiorys
Święcenia kapłańskie otrzymał 12 lipca 2001 w zgromadzeniu redemptorystów. Przez wiele lat studiował w Innsbrucku, a w 2008 obronił doktorat z teologii dogmatycznej. Po powrocie do kraju pełnił funkcje dyrektora studiów w zakonnym seminarium oraz mistrza nowicjatu.
Został wybrany biskupem pomocniczym Archieparchii lwowskiej. 14 stycznia 2016 papież Franciszek zatwierdził ten wybór i nadał mu stolicę tytularną Bahanna. Chirotonii udzielił mu 7 kwietnia 2016 we lwowskim soborze św. Jura arcybiskup Światosław Szewczuk.